# قائمة الجوائز والترشيحات التي تلقاها جوني ديب

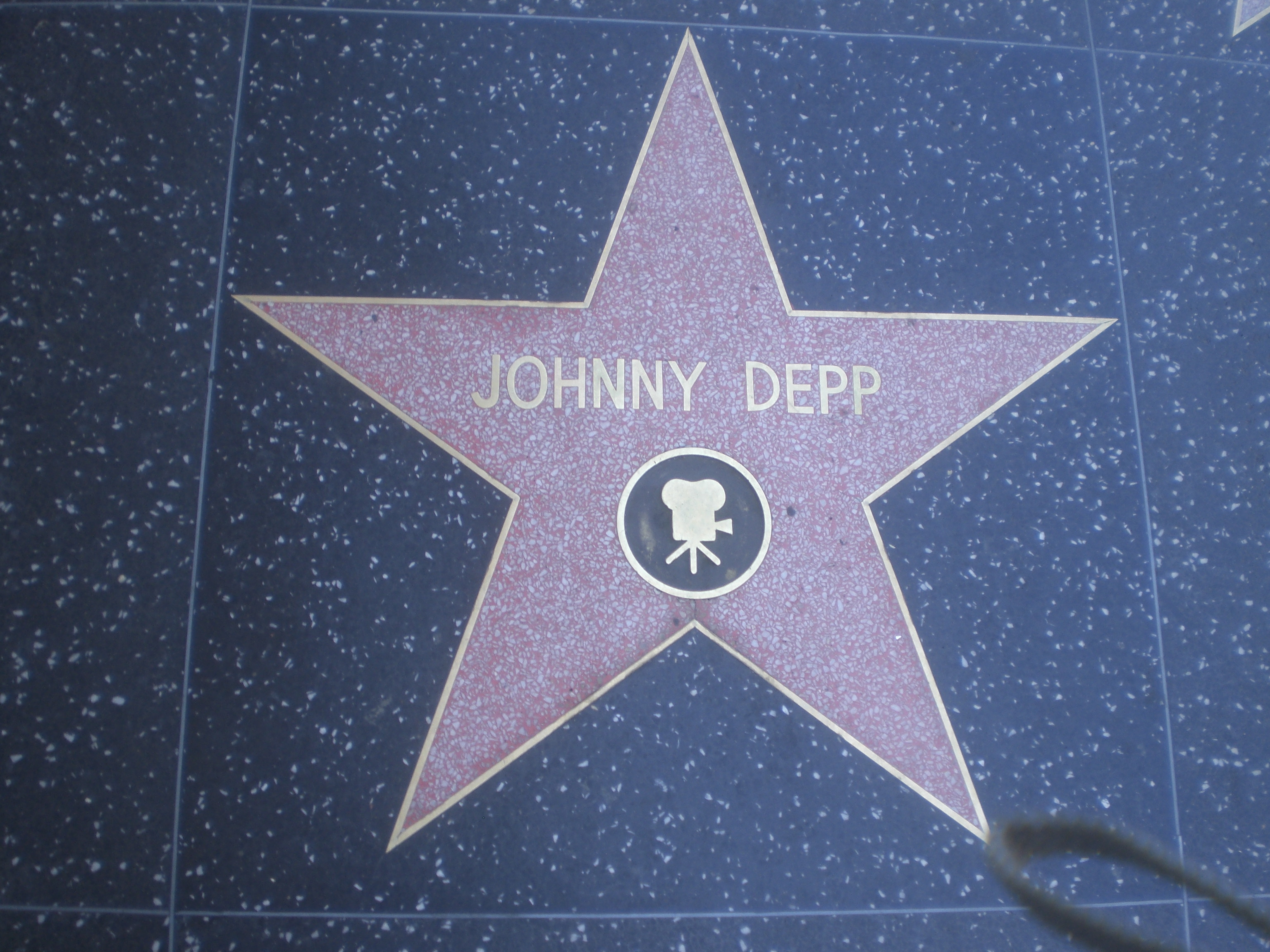
نجمة جوني ديب في ممر الشهرة في هوليود

وفيما يلي قائمة الجوائز والترشيحات التي حصل عليها جوني ديب طوال حياته المهنية في التمثيل. حيث حصل على العديد من الجوائز التنافسية، ومن ضمنها حصل على جائزة نقابة ممثلي الشاشة لافضل ممثل في دور رئيسي عن فيلم قراصنة الكاريبي: لعنة اللؤلؤة السوداء عام 2003، وجائزة غولدن غلوب لأفضل ممثل - فيلم موسيقي أو كوميدي عن فيلم سويني تود: الحلاق الشيطاني لشارع فليت في عام 2007. وكذلك رُشِحَ ثلاث مرات لجائزة الأوسكار.

## الجوائز والترشيحات

### جوائز الأوسكار
| السنة | الفئة     | العمل                                 | النتيجة |
| ----- | --------- | ------------------------------------- | ------- |
| 2003  | أفضل ممثل | قراصنة الكاريبي: لعنة اللؤلؤة السوداء | رُشِّح     |
| 2004  | أفضل ممثل | العثور على أرض الخلود                 | رُشِّح     |
| 2008  | أفضل ممثل | سويني تود: الحلاق الشيطاني لشارع فليت | رُشِّح     |

### جوائز الأكاديمية البريطانية للأفلام
| السنة | الفئة                  | العمل                                 | النتيجة | المراجع |
| ----- | ---------------------- | ------------------------------------- | ------- | ------- |
| 2003  | أفضل ممثل في دور رئيسي | قراصنة الكاريبي: لعنة اللؤلؤة السوداء | رُشِّح     |         |
| 2004  | أفضل ممثل في دور رئيسي | العثور على أرض الخلود                 | رُشِّح     | [ 1 ]   |

### جوائز إختيار النقاد للأفلام
| السنة | الفئة          | العمل                                 | النتيجة |
| ----- | -------------- | ------------------------------------- | ------- |
| 2003  | أفضل ممثل      | قراصنة الكاريبي: لعنة اللؤلؤة السوداء | رُشِّح     |
| 2004  | أفضل ممثل      | العثور على أرض الخلود                 | رُشِّح     |
| 2007  | أفضل ممثل      | سويني تود: الحلاق الشيطاني لشارع فليت | رُشِّح     |
| 2007  | أفضل طاقم فيلم | سويني تود: الحلاق الشيطاني لشارع فليت | رُشِّح     |
| 2015  | أفضل ممثل      | القداس الأسود                         | رُشِّح     |

### جوائز الغولدين غلوب
| السنة | الفئة                             | العمل                                 | النتيجة | المراجع |
| ----- | --------------------------------- | ------------------------------------- | ------- | ------- |
| 1990  | أفضل ممثل - فيلم موسيقي أو كوميدي | إدوارد ذو الأيدي المقصات              | رُشِّح     |         |
| 1993  | أفضل ممثل - فيلم موسيقي أو كوميدي | بيني وجون                             | رُشِّح     |         |
| 1994  | أفضل ممثل - فيلم موسيقي أو كوميدي | إد وود                                | رُشِّح     |         |
| 2003  | أفضل ممثل - فيلم موسيقي أو كوميدي | قراصنة الكاريبي: لعنة اللؤلؤة السوداء | رُشِّح     |         |
| 2004  | أفضل ممثل - فيلم دراما            | العثور على أرض الخلود                 | رُشِّح     |         |
| 2005  | أفضل ممثل - فيلم موسيقي أو كوميدي | تشارلي ومصنع الوشكلاتة                | رُشِّح     |         |
| 2006  | أفضل ممثل - فيلم موسيقي أو كوميدي | قراصنة الكاريبي صندوق الرجل الميت     | رُشِّح     |         |
| 2007  | أفضل ممثل - فيلم موسيقي أو كوميدي | سويني تود: الحلاق الشيطاني لشارع فليت | فوز     |         |
| 2010  | أفضل ممثل - فيلم موسيقي أو كوميدي | أليس في بلاد العجائب                  | رُشِّح     |         |
| 2010  | أفضل ممثل - فيلم موسيقي أو كوميدي | السائح                                | رُشِّح     | [ 2 ]   |

### جوائز إم تي في للأفلام
| السنة | الفئة            | العمل                                 | النتيجة |
| ----- | ---------------- | ------------------------------------- | ------- |
| 1994  | أفضل أداء كوميدي | بيني وجون                             | رُشِّح     |
| 2004  | أفضل أداء        | قراصنة الكاريبي: لعنة اللؤلؤة السوداء | فوز     |
| 2004  | أفضل أداء كوميدي | قراصنة الكاريبي: لعنة اللؤلؤة السوداء | رُشِّح     |
| 2007  | أفضل أداء        | قراصنة الكاريبي: صندوق الرجل الميت    | فوز     |
| 2008  | أفضل أداء كوميدي | في نهاية العالم                       | فوز     |
| 2008  | أفضل شرير        | سويني تود: الحلاق الشيطاني لشارع فليت | فوز     |

### مهرجان بالم سبرينغز السينمائي الدولي
| السنة | الفئة                            | العمل         | النتيجة |
| ----- | -------------------------------- | ------------- | ------- |
| 2015  | جوائز ديزيرت بالم للإنجاز (ممثل) | القداس الأسود | فوز     |

### جوائز بيبول تشويس
| السنة | الفئة                                | العمل                  | النتيجة |
| ----- | ------------------------------------ | ---------------------- | ------- |
| 2005  | أفضل فنان رجل                        | —                      | فوز     |
| 2005  | أفضل ممثلين على الشاشة مع كيت وينسلت | العثور على أرض الخلود  | رُشِّح     |
| 2006  | أفضل ممثل فيلم صور متحركة            | تشارلي ومصنع الشوكلاتة | فوز     |
| 2007  | أفضل ممثل أكشن                       | —                      | فوز     |
| 2007  | أفضل فنان رجل                        | —                      | فوز     |
| 2007  | افضل ثنائي على الشاشة مع كيرا نايتلي | صندوق الرجل الميت      | فوز     |
| 2008  | أفضل ممثل فيلم أكشن                  | —                      | رُشِّح     |
| 2008  | أفضل فنان رجل                        | —                      | فوز     |
| 2010  | افضل ممثل سينمائي                    | —                      | فوز     |
| 2010  | أفضل ممثل في العقد                   | —                      | فوز     |
| 2011  | افضل ممثل سينمائي ‏                   | —                      | فوز     |
| 2012  | افضل ممثل سينمائي                    | —                      | فوز     |
| 2012  | أفضل صوت فيلم رسوم متحركة            | رانجو                  | فوز     |
| 2013  | افضل ممثل سينمائي                    | —                      | رُشِّح     |
| 2014  | افضل ممثل سينمائي                    | —                      | فوز     |
| 2016  | أفضل ممثل فيلم درامي                 | —                      | فوز     |